# Самомрзећи Јеврејин
Самомрзећи Јеврејин или самомрзећи Јевреј је израз, у правилу пејоративног карактера, који се користи како би се означила јеврејска особа за коју се тврди да има антисемитске ставове. Израз је добио популарност захваљујући јеврејско-немачком филозофу Теодору Лесингу и његовој књизи Der Jüdische Selbsthass (у преводу Јеврејска самомржња) из 1930. Традиционално се користио за Јевреје који су се противили ционизму, а данас се користи за Јевреје који се противе или критикују политику израелске владе.